# Lirio

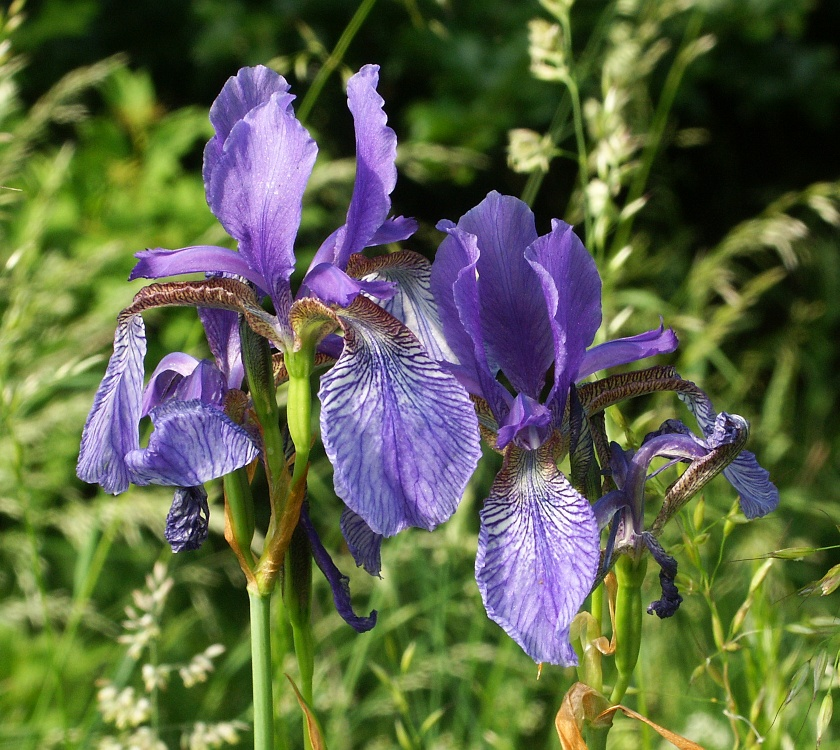
Los lirios son flores de monocotiledóneas grandes y vistosas, y también se llama así a la planta que las porta. Pertenecen preferentemente al género Iris, con un síndrome como el de la foto.

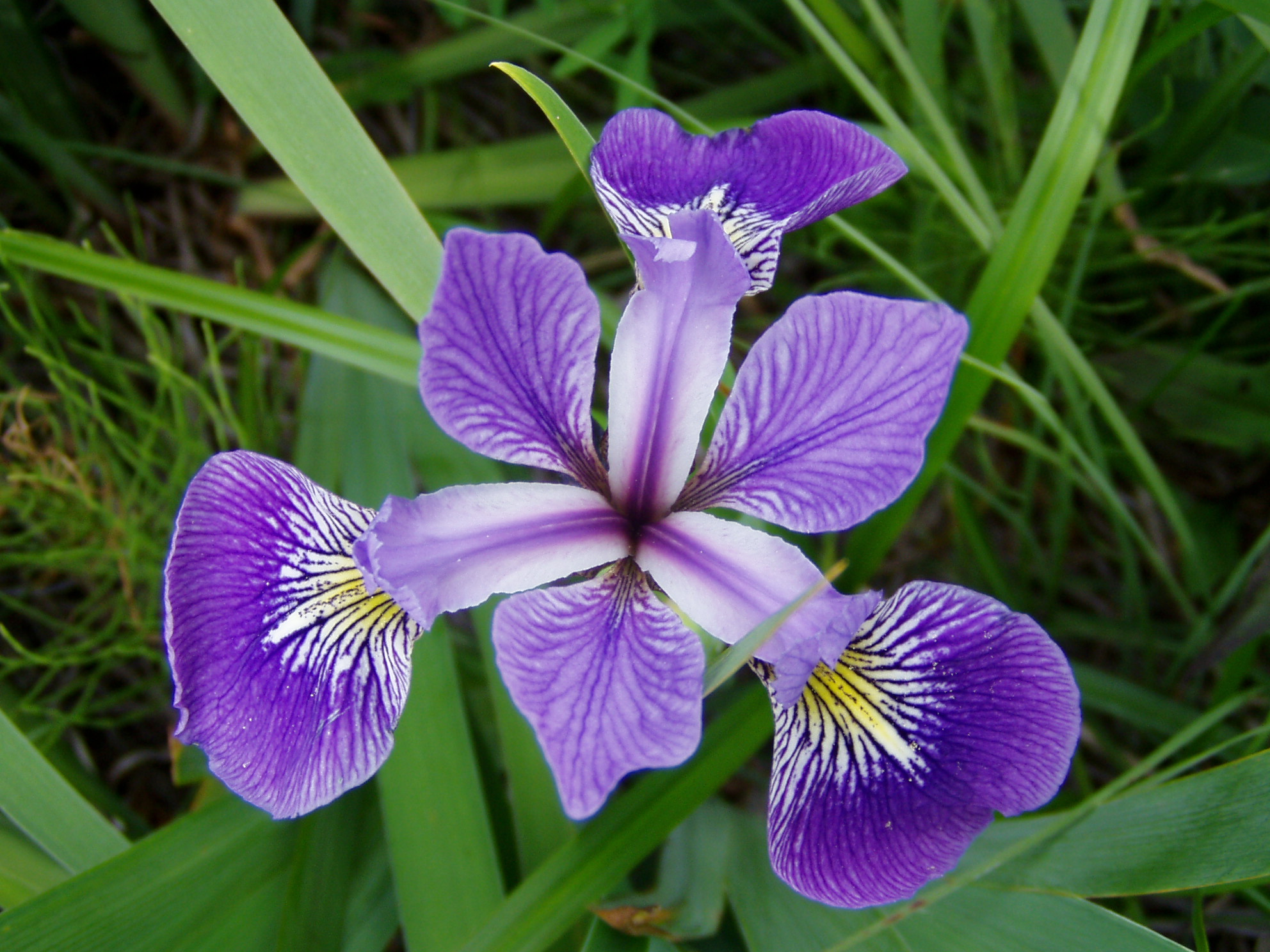
Iris, vista distal.

Por lirio se hace referencia a las plantas del género Iris y otros géneros similares de la misma familia de las iridáceas. También puede utilizarse ese nombre vulgar para referirse a Lilium de flor de gran tamaño y otras plantas de la familia de las liliáceas, de las que si la flor es mediana o pequeña reciben el nombre de azucenas. Otras flores monocotiledóneas de tamaño grande podrían ser llamadas lirios.
Por la familia de los lirios puede hacerse referencia a dos familias de monocotiledóneas que contienen géneros cuyo nombre vulgar es lirio:
- Iridáceas, por el género Iris, la más comúnmente referida como el lirio ornamental en Argentina, un género sudafricano.
- Liliáceas, por el género Lilium con representantes en Europa.

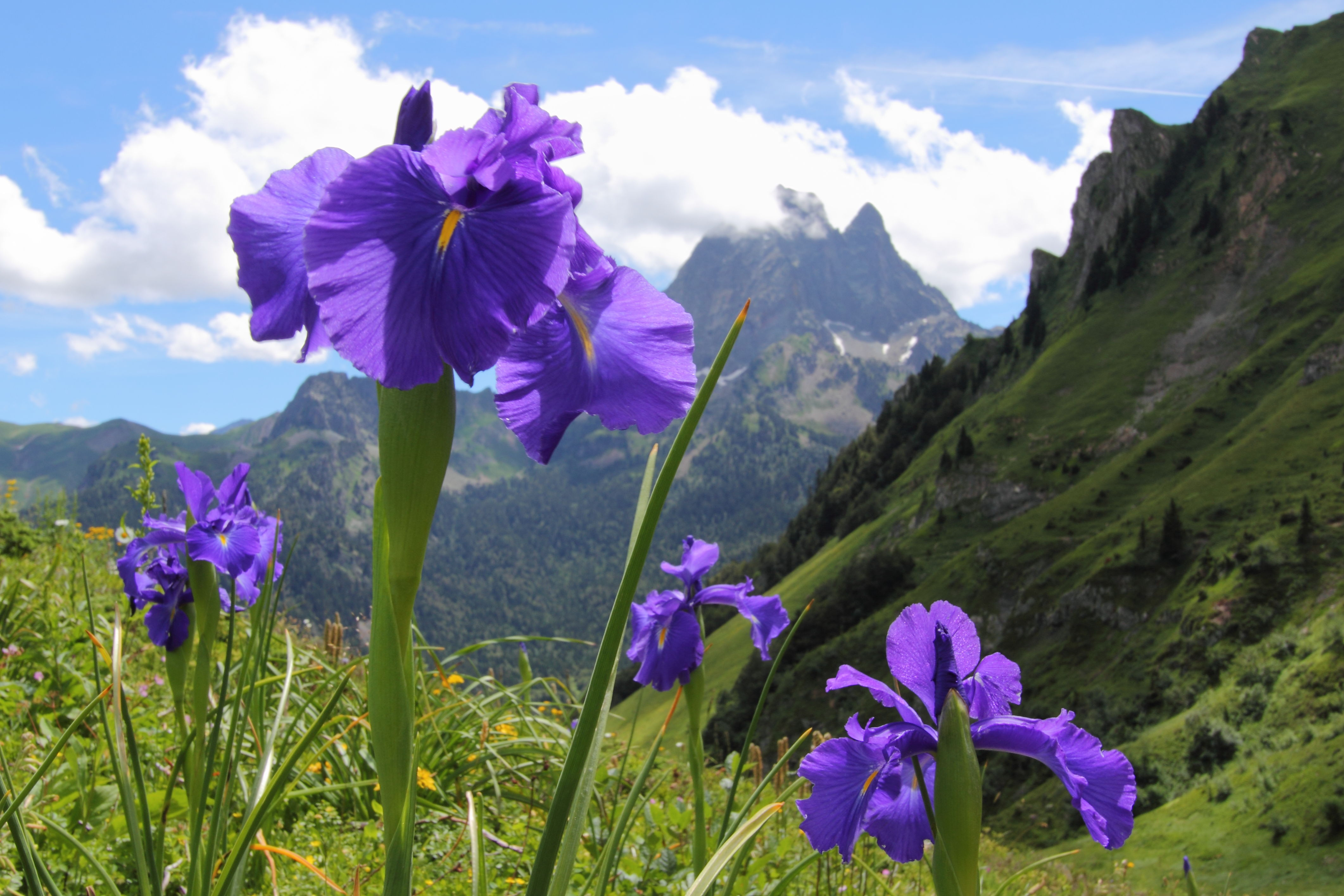
Lirio del género Iris
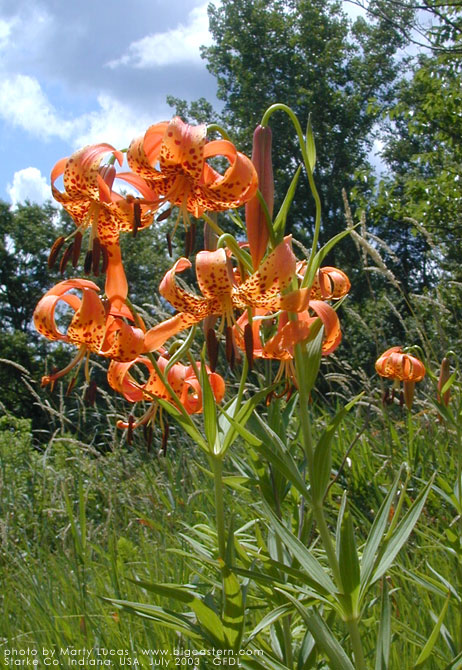
Lirio del género Lilium